# Biệt đội đánh thuê 2
Biệt đội đánh thuê 2 (tựa tiếng Anh: The Expendables 2) là một bộ phim hành động / tâm lý Mỹ của đạo diễn Simon West, được phát hành năm 2012. Đây chính là phần tiếp theo của phim hành động năm 2010 Biệt đội đánh thuê.
Phim có sự tham gia của Sylvester Stallone, Jason Statham, Lý Liên Kiệt, Dolph Lundgren, Terry Crews, Randy Couture, Liam Hemsworth và Jean-Claude Van Damme.

## Nội dung
Bộ phim mở đầu với cảnh nhóm lính đánh thuê chuyên nghiệp Expendables tấn công vào một ngôi làng của quân du kích ở Nepal để giải cứu ông tỷ phú người Hoa. Nhóm Expendables gồm có: Barney Ross, Lee Christmas, Yin Yang, Gunner Jensen, Hale Caesar, Toll Road và Billy "The Kid". Khi nhiệm vụ hoàn thành, Yin Yang nhảy dù khỏi máy bay, đưa ông tỷ phú về Trung Quốc. Về đến Mỹ, nhóm Expendables uống rượu mừng chiến thắng, Billy có bảo trưởng nhóm Barney Ross rằng anh ta dự định đến Pháp sống luôn với cô vợ Sophia vào cuối tháng, Barney đồng ý. Người đàn ông biệt danh Church tiếp tục thuê nhóm của Barney đi làm nhiệm vụ kế tiếp, họ phải đến chỗ chiếc máy bay rơi ở Albania lấy bản sơ đồ quan trọng cho Church, cô gái Maggie Chan được Church cử đi theo hỗ trợ nhóm Expendables.
Nhóm Expendables đụng độ một băng đảng tội phạm quốc tế được gọi là Sang, kẻ đứng đầu băng đảng tội phạm này là tên trùm Jean Vilain và tên tay sai Hector. Vilain cướp bản sơ đồ từ tay nhóm Expendables và giết chết Billy. Barney Ross cũng như cả nhóm rất tức giận, họ quyết định truy tìm băng đảng Sang để trả thù cho Billy. Maggie Chan cho Barney biết Vilain lấy bản sơ đồ chỉ vì muốn tìm 5 tấn plutonium trong một hầm mỏ cũ ở Bulgaria, Vilain có ý định bán plutonium cho các tổ chức khủng bố với giá tiền khổng lồ. Nhóm Expendables đến Bulgaria, họ vào nghỉ tại thị trấn bị bỏ hoang. Sáng hôm sau, bọn Sang tấn công bất ngờ, nhóm Expendables không đủ đạn chiến đấu, may mắn có người đến cứu họ. Barney nhận ra người đó là ông bạn thân Booker, Booker bảo Barney nếu muốn tìm Jean Vilain thì phải hỏi người dân làng bên cạnh, nói chuyện xong Booker bỏ đi.
Đi qua làng bên cạnh, nhóm Expendables phát hiện chỉ toàn phụ nữ sống ở đây bởi vì bọn Sang đã bắt hết đàn ông, thanh niên đi đào plutonium cho chúng. Một lát sau bọn Sang đến nơi tìm thêm người, nhóm Expendables phục kích giết hết bọn chúng. Sau đó nhóm Expendables bay đến hầm mỏ plutonium, Barney cho máy bay đâm thẳng vào hầm mỏ, cả nhóm bắn chết bọn Sang trong hầm rồi cứu được dân làng. Vilain kích hoạt số bom vừa cài sẵn trong hầm nổ tung khiến nhóm Expendables và dân làng bị mắc kẹt lại đó. Một ông bạn thân khác của Barney là Trench Mauser dùng máy khoan khổng lồ giải thoát cho nhóm Expendables và dân làng. Những người phụ nữ được đoàn tụ với chồng con họ, còn nhóm Expendables đuổi theo Vilain. Nhóm Expendables chặn đánh đoàn xe của Vilain và Hector tại sân bay khi chúng định đưa plutonium lên máy bay bỏ trốn.
Không chỉ có nhóm của Barney mà Booker, Trench Mauser và Church cũng tham gia tiêu diệt bọn Sang. Lee Christmas giết được Hector, còn Barney đánh tay đôi với Vilain, Vilain bị Barney đâm chết. Khi xử lý hết băng đảng Sang thì Booker, Trench Mauser, Church và Maggie Chan tạm biệt nhóm Expendables, bốn người lên trực thăng bay đi. Nhóm của Barney được Church tặng chiếc máy bay mới để về Mỹ, sau này Barney chuyển số tiền lớn cho cô vợ Sophia của Billy "The Kid" ở Paris, trong vali tiền đó còn có lá thư Billy gửi Sophia.

## Diễn viên
- Sylvester Stallone vai Barney Ross
- Jason Statham vai Lee Christmas
- Lý Liên Kiệt vai Yin Yang
- Dolph Lundgren vai Gunner Jensen
- Terry Crews vai Hale Caesar
- Randy Couture vai Toll Road
- Chuck Norris vai Booker
- Jean-Claude Van Damme vai Jean Vilain
- Scott Adkins vai Hector
- Liam Hemsworth vai Billy "The Kid" Timmons
- Bruce Willis vai Church
- Arnold Schwarzenegger vai Trench Mauser
- Dư Nam vai Maggie Chan
- Charisma Carpenter vai Lacy
- Nikolette Noel vai Sophia